# Lillsjön (Södra Vi socken, Småland)
Lillsjön är en sjö i Vimmerby kommun i Småland och ingår i Motala ströms huvudavrinningsområde. Sjöns area är 0,035 kvadratkilometer och den befinner sig 128 meter över havet.